# Луїджі Ансбахер
Луї́джі Ансба́хер (італ. Luigi Ansbacher; 9 червня 1878, Мілан — 28 липня 1956, Мілан) — італійський юрист та спортивний функціонер, п'ятий президент футбольного клубу «Інтернаціонале» з 1913 по 1914 рік.

## Життєпис
Народився 9 червня 1878 року в Мілані. Був первістком Бернардо Ансбахера (1833—1914), єврея німецького походження, дрібного промисловця-хіміка в Мілані, та його дружини Джулії Ансбахер Ріссер, єврейки з Франкфурта-на-Майні, уродженої Джулі Ріссер (1845—1933). Його дядьком по материнській лінії був Якоб Ріссер (1852—1932), адвокат, банкір, юрист, політик та викладач університету. Його молодшим братом був Гвідо Ансбахер (1880—1957), представник Banca Commerciale Italiana (відомого як Comit) у Німеччині.
Закінчив Павійський університет за спеціальністю Юриспруденція, де його викладачем був професор і адвокат з цивільного права Вінченцо Сімончеллі. Сам став відомим адвокатом з цивільного та торгового права.
У 1913 році, у віці тридцяти п'яти років, став президентом «Інтера», змінивши Еміліо Хірцеля. Під час його президентства клуб посів третє місце у фінальній групі сезону 1913/14 років. Протягом цього сезону, у травні 1914 року, він втратив батька, а через кілька днів у нього народилася перша дочка Габріелла від дев'ятнадцятирічної дружини Ельзи Марії Джудітти Коломбо. Він залишив посаду президента Джузеппе Вісконті ді Модроне.
У неділю, 6 вересня того ж 1914 року, «Інтер» розіграв на «Арена Чівіка» єдиний Трофей Луїджі Ансбахера, матч відбувся між «Інтером» та «Ювентусом», який був розгромлений з рахунком 8:2.
11 серпня 1920 року у нього народився син Бернардо Ансбахер, якого він назвав на честь свого покійного батька і який пішов його слідами, ставши адвокатом.
Почав писати праці з міжнародного права, порівнюючи Італію та Німеччину, а в 1927 році став професором німецьких комерційних інституцій в Університеті Бокконі, також виступаючи з лекціями. 1933 рік був для нього траурним: у липні він овдовів, а в грудні втратив матір. Завершив свою діяльність в Бокконі у 1938 році.
Будучи меломаном та близьким другом Артуро Тосканіні, він багато років був президентом Casa Verdi, будинку відпочинку для музикантів, створеного Джузеппе Верді.
Зрештою, він подарував Університету Бокконі свою колекцію юридичних праць, переважно німецьких. Похований на Монументальному цвинтарі Мілана.